# Planophileurus planicollis
Planophileurus planicollis är en skalbaggsart som beskrevs av Louis Alexandre Auguste Chevrolat 1865. Planophileurus planicollis ingår i släktet Planophileurus och familjen Dynastidae. Inga underarter finns listade i Catalogue of Life.